# Barebeek
De Barebeek is een Belgische waterloop die ontstaat in Perk uit een samenvloeiing van verscheidene kleinere beken, waaronder de Veerlebeek, om later uit te monden in de Dijle ter hoogte van Muizen. Het stroomgebied van de Barebeek bedraagt 71,7 km² en ligt op het grondgebied van de gemeenten Kampenhout, Machelen, Mechelen, Steenokkerzeel, Vilvoorde, Zaventem en Zemst. 

## Etymologie
Over de naam Barebeek bestaan verschillende theorieën. Eén luidt dat het een verwijzing is naar een historische veldslag tussen de Franken en de Romeinen, waarin het woord "baar" verwijst naar grafzerk of doodskist. Een andere mogelijke verklaring voor het woord "baar" is ,open, bloot wat zou kunnen slaan op de kale oevers.